# Папантониу, Яннос
Иоаннис (Яннос) Папантониу (греч. Ιωάννης (Γιάννος) Παπαντωνίου; род. 27 июля 1949, Париж) — греческий политик и экономист, депутат Европейского парламента, депутат Парламента Греции, министр экономики и финансов (1994—2001) и обороны (2001—2004). Автор книг и научных публикаций.

## Биография
Сын юристов Панайотиса Панопулоса и Евангелии Папантониу. Изучал экономику в Афинском национальном университете имени Каподистрии и Висконсинском университете в Мадисоне, а также историю в Практической школе высших исследований. Кроме того, получил образование в Куинз-колледже Кембриджского университета, где в 1977 году защитил докторскую диссертацию по индустриализации Греции после Второй мировой войны.  Преподавал в Афинском университете, затем с 1978 по 1981 год работал в экономическом департаменте ОЭСР в Париже. Позже читал лекции в Лондонской школе экономики и политических наук, с 2007 года также возглавлял аналитический центр «Центр прогрессивных политических исследований» (KEPP).
До 1980 года был активным членом Коммунистической партии Греции и Коммунистической партии Греции (Внутренней), затем — Всегреческого социалистического движения. В 1981 году был избран членом Европейского парламента и присоединился к фракции социалистов. После окончания срока полномочий был советником премьер-министра по европейским делам, затем заместителем министра экономики (1985–1989, 1993–1994). В 1989–2007 годах заседал в Парламенте Греции от избирательного округа А Афины. В мае 1994 года стал министром национальной экономики, а с сентября 1996 года также и министром финансов в правительствах Андреаса Папандреу и Костаса Симитиса. В то время участвовал в переговорах о вступлении Греции в еврозону. В октябре 2001 года стал министром национальной обороны и занимал эту должность до марта 2004 года.
Женат на Ставруле Кураку, имеет троих детей.

## Судебные дела
В 2009 году Янноса Папантониу и его жену обвинили в сокрытии своих активов от налоговых органов. По этому делу в 2014 году он и его жена были приговорены к 4 годам лишения свободы условно и штрафу (позже он подал жалобу в Европейский суд по правам человека). Его также обвинили в получении взятки при заключении контракта на модернизацию кораблей ВМФ, и в 2018 году арестован по этому делу. Освобождён в марте 2020 года.